# Выборы в Законодательное собрание Пермского края (2011)
Выборы в Законодательное собрание Пермского края второго созыва прошли в Единый день голосования 4 декабря 2011 года по смешанной избирательной системе: из 60 депутатов 30 депутатов были избраны по партийным спискам (пропорциональная система) и 30 депутатов по одномандатным округам (мажоритарная система), из них 2 кандидата были избраны по одномандатным избирательным округам, образованным на территории Коми-Пермяцкого округа. Единый список кандидатов от партии состоит из общекраевой части списка и региональных групп кандидатов.

## Подготовка
21 апреля 2011 года Законодательным собранием Пермского края был принят Закон Пермского края «О выборах депутатов Законодательного Собрания Пермского края».
23 мая 2011 года на заседании избирательной комиссии Пермского края была определена схема одномандатных избирательных округов по выборам депутатов Законодательного собрания Пермского края второго созыва.
2 сентября 2011 года на внеочередном заседании Законодательного собрания Пермского края принято Постановление «О назначении выборов депутатов Законодательного Собрания Пермского края», которым выборы официально назначены на 4 декабря 2011 года.

## Участники выборов
Региональные отделения всех семи политических партий России были допущены к выборам в Законодательное Собрание Пермского края. По одномандатным избирательным округам выдвинули кандидатов 6 избирательных объединений, за исключением избирательного объединения партии Патриоты России. Общее количество выдвинутых кандидатов в единых списках кандидатов по краевому избирательному округу составило 405 кандидатов. Общее количество выдвинутых кандидатов по одномандатным избирательным округам — 166, из них уведомивших окружные избирательные комиссии о выдвижении — 162. Общее количество выдвинутых кандидатов от избирательных объединений — 99, в порядке самовыдвижения — 67.
По единому краевому округу было зарегистрировано 404 кандидата, из них: Единая Россия — 75, КПРФ — 81, ЛДПР — 61, Справедливая Россия — 81, Патриоты России — 40, Правое дело — 33, Яблоко — 33. По одномандатным избирательным округам зарегистрировано 124 кандидата, в том числе Единая Россия — 30, 24 из 25 выдвинутых кандидатов — КПРФ, 28 из 30 кандидатов — ЛДПР, 10 из 12 кандидатов — Справедливая Россия, 1 из 1 кандидат — Яблоко. Единственному кандидату, выдвинутому партией Правое дело по одномандатному избирательному округу № 11 было отказано в регистрации.

## Краевой избирательный округ

### Общекраевая часть списка
| Партия | Партия                     | Общекраевая часть списка                       | Кандидатов в списке        | Дата регистрации           | Голоса  | % голосов | Мест в законодательном собрании по списку |
| --- | -------------------------- | ---------------------------------------------- | -------------------------- | -------------------------- | ------- | --------- | ----------------------------------------- |
| | Единая Россия              |                                                | 75                         | 25 октября 2011 года       | 385 398 | 37,89 %   | 14                                        |
| | КПРФ                       |                                                | 81                         | 20 октября 2011 года       | 204 879 | 20,14 %   | 6                                         |
| | ЛДПР                       |                                                | 61                         | 20 октября 2011 года       | 179 304 | 17,63 %   | 5                                         |
| | Справедливая Россия        |                                                | 81                         | 20 октября 2011 года       | 154 976 | 15,24 %   | 5                                         |
| Партии, не состоявшие в Государственной думе РФ предыдущего созыва, вынужденные собирать подписи для регистрации списка: |                            |                                                |                            |                            |         |           |                                           |
| | Яблоко                     | О. А. Колоколова Г. М. Слаутина Е. А. Муратова | 33                         | 27 октября 2011 года       | 45 504  | 4,47 %    | -                                         |
| | Правое дело                | И. Г. Неустроев Д. В. Теплов                   | 33                         | 27 октября 2011 года       | 10 673  | 1,05 %    | -                                         |
| | Патриоты России            | О. Д. Степанов А. И. Кадочников А. О. Степанов | 40                         | 27 октября 2011 года       | 10 466  | 1,03 %    | -                                         |
| Недействительные бюллетени                                                                                               | Недействительные бюллетени | Недействительные бюллетени                     | Недействительные бюллетени | Недействительные бюллетени | 25 827  |           |                                           |
| Всего голосов: | Всего голосов:             | Всего голосов:                                 | Всего голосов:             | Всего голосов:             | 991 200 | 100,00    | 30                                        |

Явка избирателей: 48,01 %.

### Региональные группы кандидатов
Желтым цветом выделены кандидаты, ставшие депутатами Законодательного собрания Пермского края после перераспределения мандатов[уточнить].
Кировская № 1
| Партия | Партия                     | Региональные группы кандидатов                                                    | Голоса | % голосов |
| --- | -------------------------- | --------------------------------------------------------------------------------- | ------ | --------- |
| | Единая Россия              | Болквадзе Давид Хулусович Рослякова Наталья Михайловна Лобанов Игорь Вячеславович | 10 037 | 29,11 %   |
| | КПРФ                       | Чебыкин Вадим Леонидович Постников Валерий Семенович Березняк Олег Владимирович   | 9336   | 27,08 %   |
| | Справедливая Россия        | Годовалов Андрей Юрьевич Ковалев Эдуард Александрович Аликин Владимир Николаевич  | 6184   | 17,94 %   |
| | ЛДПР                       | Рямова Дарья Андреевна Губин Олег Анатольевич                                     | 5471   | 15,87 %   |
| Партии, не состоявшие в Государственной Думе РФ предыдущего созыва, вынужденные собирать подписи для регистрации списка: |                            |                                                                                   |        |           |
| | Яблоко                     | Редькина Галина Константиновна                                                    | 1711   | 4,96 %    |
| | Правое дело                | Скрябин Александр Сергеевич                                                       | 401    | 1,16 %    |
| | Патриоты России            | Клепцын Андрей Викторович Патрушев Сергей Владимирович                            | 312    | 0,90 %    |
| Недействительные бюллетени                                                                                               | Недействительные бюллетени | Недействительные бюллетени                                                        | 1028   |           |
| Всего голосов: | Всего голосов:             | Всего голосов:                                                                    | 33 452 | 100,00    |
| |                            |                                                                                   |        |           |

Дзержинская № 2
| Партия | Партия                     | Региональные группы кандидатов                                                          | Голоса | % голосов |
| --- | -------------------------- | --------------------------------------------------------------------------------------- | ------ | --------- |
| | Единая Россия              | Данилин Владимир Николаевич Логинов Вячеслав Александрович Шамарин Сергей Александрович | 10 122 | 31,78 %   |
| | КПРФ                       | Гребенюк Владимир Алексеевич Ольшанецкий Станислав Игоревич                             | 7333   | 23,03 %   |
| | Справедливая Россия        | Бурляков Юрий Васильевич Субакова Ирина Ивановна Федоренко Галина Николаевна            | 5759   | 18,08 %   |
| | ЛДПР                       | Каменских Татьяна Викторовна Горбунов Дмитрий Олегович                                  | 4868   | 15,29 %   |
| Партии, не состоявшие в Государственной Думе РФ предыдущего созыва, вынужденные собирать подписи для регистрации списка: |                            |                                                                                         |        |           |
| | Яблоко                     | Иванова Светлана Владимировна                                                           | 2120   | 6,66 %    |
| | Правое дело                | Санников Алексей Геннадьевич                                                            | 422    | 1,33 %    |
| | Патриоты России            | Безгодов Дмитрий Алевтинович Козлов Евгений Михайлович                                  | 337    | 1,06 %    |
| Недействительные бюллетени                                                                                               | Недействительные бюллетени | Недействительные бюллетени                                                              | 886    |           |
| Всего голосов: | Всего голосов:             | Всего голосов:                                                                          | 30 961 | 100,00    |
| |                            |                                                                                         |        |           |

Дзержинская № 3
| Партия | Партия                     | Региональные группы кандидатов                                                           | Голоса | % голосов |
| --- | -------------------------- | ---------------------------------------------------------------------------------------- | ------ | --------- |
| | Единая Россия              | Дёмкин Николай Иванович Кобелев Виктор Николаевич Хазиев Ирек Маратович                  | 10 537 | 32,72 %   |
| | КПРФ                       | Парамонова Светлана Павловна Вилисов Сергей Павлович Яковенко Юрий Владимирович          | 7232   | 22,45 %   |
| | Справедливая Россия        | Самонов Александр Алексеевич Черемисина Валентина Ивановна Сыпачева Гузялия Шарибзяновна | 5150   | 15,99 %   |
| | ЛДПР                       | Петрова Евгения Петровна Кравченко Ольга Викторовна Дудоладов Владислав Владимирович     | 5121   | 15,90 %   |
| Партии, не состоявшие в Государственной Думе РФ предыдущего созыва, вынужденные собирать подписи для регистрации списка: |                            |                                                                                          |        |           |
| | Яблоко                     | Козлова Светлана Михайловна                                                              | 2490   | 7,73 %    |
| | Правое дело                | Кунгурцев Артем Андреевич                                                                | 509    | 1,58 %    |
| | Патриоты России            | Мусавирова Рахиля Закиевна                                                               | 297    | 0,92 %    |
| Недействительные бюллетени                                                                                               | Недействительные бюллетени | Недействительные бюллетени                                                               | 872    |           |
| Всего голосов: | Всего голосов:             | Всего голосов:                                                                           | 31 336 | 100,00    |
| |                            |                                                                                          |        |           |

Индустриальная № 4
| Партия | Партия                     | Региональные группы кандидатов                                                     | Голоса | % голосов |
| --- | -------------------------- | ---------------------------------------------------------------------------------- | ------ | --------- |
| | Единая Россия              | Нелюбин Владимир Александрович Печенкин Павел Анатольевич Рошак Николай Васильевич | 12 801 | 33,41 %   |
| | КПРФ                       | Солодников Андрей Юрьевич Новикова Анна Сергеевна Загурский Вадим Валерьевич       | 8628   | 22,52 %   |
| | ЛДПР                       | Клабуков Алексей Александрович Бурылова Анна Ивановна                              | 6716   | 17,53 %   |
| | Справедливая Россия        | Незнакина Ксения Валерьевна Бушин Владимир Николаевич Чащина Галина Ивановна       | 5618   | 14,66 %   |
| Партии, не состоявшие в Государственной Думе РФ предыдущего созыва, вынужденные собирать подписи для регистрации списка: |                            |                                                                                    |        |           |
| | Яблоко                     | Перевозчикова Екатерина Владимировна                                               | 2371   | 6,19 %    |
| | Правое дело                | Архипова Арина Вадимовна                                                           | 800    | 2,09 %    |
| | Патриоты России            | Сажин Валерий Евгеньевич                                                           | 403    | 1,05 %    |
| Недействительные бюллетени                                                                                               | Недействительные бюллетени | Недействительные бюллетени                                                         | 977    |           |
| Всего голосов: | Всего голосов:             | Всего голосов:                                                                     | 37 337 | 100,00    |
| |                            |                                                                                    |        |           |

Ленинская № 5
| Партия | Партия                     | Региональные группы кандидатов                                                               | Голоса | % голосов |
| --- | -------------------------- | -------------------------------------------------------------------------------------------- | ------ | --------- |
| | КПРФ                       | Сторожев Геннадий Алексеевич Кучеровский Александр Едвардович Дудоладов Александр Валерьевич | 9513   | 25,26 %   |
| | Единая Россия              | Богуславский Сергей Станиславович Гиндис Игорь Маркович                                      | 9320   | 24,75 %   |
| | Справедливая Россия        | Тебелев Максим Владимирович Ширяева Лилия Николаевна                                         | 7001   | 18,59 %   |
| | ЛДПР                       | Харин Николай Александрович Бобров Александр Владимирович                                    | 5411   | 14,37 %   |
| Партии, не состоявшие в Государственной Думе РФ предыдущего созыва, вынужденные собирать подписи для регистрации списка: |                            |                                                                                              |        |           |
| | Яблоко                     | Муратов Игорь Джелялович                                                                     | 3989   | 10,59 %   |
| | Правое дело                | Ощепков Олег Евгеньевич                                                                      | 888    | 2,36 %    |
| | Патриоты России            | Мусавиров Марс Минигадиевич Кустов Павел Иванович                                            | 423    | 1,12 %    |
| Недействительные бюллетени                                                                                               | Недействительные бюллетени | Недействительные бюллетени                                                                   | 1117   |           |
| Всего голосов: | Всего голосов:             | Всего голосов:                                                                               | 36 545 | 100,00    |
| |                            |                                                                                              |        |           |

Индустриальная № 6
| Партия | Партия                     | Региональные группы кандидатов                                                   | Голоса | % голосов |
| --- | -------------------------- | -------------------------------------------------------------------------------- | ------ | --------- |
| | Единая Россия              | Малютин Дмитрий Васильевич Кузнецов Василий Владимирович Батуева Мария Федоровна | 11 281 | 31,61 %   |
| | КПРФ                       | Долгов Ильяс Хасьянович Токарева Зинаида Владимировна Зуев Андрей Яковлевич      | 8203   | 22,98 %   |
| | ЛДПР                       | Лисунова Ольга Сергеевна Рогожников Игорь Яковлевич                              | 5921   | 16,59 %   |
| | Справедливая Россия        | Ремпель Евгений Иванович Шибанова Ольга Андреевна Барняк Елена Васильевна        | 5598   | 15,69 %   |
| Партии, не состоявшие в Государственной Думе РФ предыдущего созыва, вынужденные собирать подписи для регистрации списка: |                            |                                                                                  |        |           |
| | Яблоко                     | Шарков Антон Валерьевич                                                          | 2690   | 7,54 %    |
| | Правое дело                | Добромыслов Павел Валерьевич                                                     | 686    | 1,92 %    |
| | Патриоты России            | Мушарацкий Михаил Львович Обшаров Игорь Владимирович                             | 389    | 1,09 %    |
| Недействительные бюллетени                                                                                               | Недействительные бюллетени | Недействительные бюллетени                                                       | 921    |           |
| Всего голосов: | Всего голосов:             | Всего голосов:                                                                   | 34 768 | 100,00    |
| |                            |                                                                                  |        |           |

Орджоникидзевская № 7
| Партия | Партия                     | Региональные группы кандидатов                                                            | Голоса | % голосов |
| --- | -------------------------- | ----------------------------------------------------------------------------------------- | ------ | --------- |
| | Единая Россия              | Ширинкин Михаил Викторович Филиппов Александр Егорович Верещагина Зухра Гумеровна         | 10 126 | 30,76 %   |
| | КПРФ                       | Березин Андрей Александрович Черных Алексей Васильевич Стефановский Александр Анатольевич | 7707   | 23,41 %   |
| | ЛДПР                       | Киселев Владимир Владиславович Колегова Ирина Юрьевна                                     | 6795   | 20,64 %   |
| | Справедливая Россия        | Мелюхин Александр Валерьевич Чернышов Владимир Павлович                                   | 4705   | 14,29 %   |
| Партии, не состоявшие в Государственной Думе РФ предыдущего созыва, вынужденные собирать подписи для регистрации списка: |                            |                                                                                           |        |           |
| | Яблоко                     | Веревкин Геннадий Васильевич                                                              | 1806   | 5,49 %    |
| | Патриоты России            | Семакина Людмила Владимировна Мягких Дмитрий Юрьевич                                      | 448    | 1,36 %    |
| | Правое дело                | Ильинский Игорь Николаевич                                                                | 372    | 1,13 %    |
| Недействительные бюллетени                                                                                               | Недействительные бюллетени | Недействительные бюллетени                                                                | 964    |           |
| Всего голосов: | Всего голосов:             | Всего голосов:                                                                            | 31 959 | 100,00    |
| |                            |                                                                                           |        |           |

Орджоникидзевская № 8
| Партия | Партия                     | Региональные группы кандидатов                                                   | Голоса | % голосов |
| --- | -------------------------- | -------------------------------------------------------------------------------- | ------ | --------- |
| | Единая Россия              | Сапко Игорь Вячеславович Ронзин Андрей Владимирович                              | 9226   | 27,51 %   |
| | КПРФ                       | Старков Андрей Вадимович Желобович Евгений Романович                             | 8852   | 26,40 %   |
| | ЛДПР                       | Рогожникова Ольга Андреевна Дериш Федор Валерьевич Сыстеров Денис Александрович  | 6440   | 19,21 %   |
| | Справедливая Россия        | Марков Андрей Анатольевич Женина Татьяна Леонидовна Гагарина Жанна Александровна | 4962   | 14,80 %   |
| Партии, не состоявшие в Государственной Думе РФ предыдущего созыва, вынужденные собирать подписи для регистрации списка: |                            |                                                                                  |        |           |
| | Яблоко                     | Енаторов Алексей Александрович                                                   | 1969   | 5,87 %    |
| | Правое дело                | Шубников Константин Валерьевич                                                   | 530    | 1,58 %    |
| | Патриоты России            | Алексеев Константин Сергеевич                                                    | 409    | 1,22 %    |
| Недействительные бюллетени                                                                                               | Недействительные бюллетени | Недействительные бюллетени                                                       | 1144   |           |
| Всего голосов: | Всего голосов:             | Всего голосов:                                                                   | 32 388 | 100,00    |
| |                            |                                                                                  |        |           |

Мотовилихинская № 9
| Партия | Партия                     | Региональные группы кандидатов                                                  | Голоса | % голосов |
| --- | -------------------------- | ------------------------------------------------------------------------------- | ------ | --------- |
| | Единая Россия              | Бойченко Александр Юрьевич Бухавцев Николай Александрович Галайда Зоя Ивановна  | 11 479 | 30,49 %   |
| | КПРФ                       | Макаров Павел Аркадьевич Окунев Константин Николаевич Банникова Лидия Борисовна | 9728   | 25,84 %   |
| | Справедливая Россия        | Даллада Сергей Владимирович Тимофеев Константин Васильевич                      | 6036   | 16,03 %   |
| | ЛДПР                       | Хабибуллин Ринат Шарифуллович Хабибуллин Насибула Ринатович                     | 5337   | 14,18 %   |
| Партии, не состоявшие в Государственной Думе РФ предыдущего созыва, вынужденные собирать подписи для регистрации списка: |                            |                                                                                 |        |           |
| | Яблоко                     | Тельканов Игорь Александрович                                                   | 3066   | 8,14 %    |
| | Правое дело                | Наугольных Иван Германович Сергиенко Вячеслав Викторович                        | 552    | 1,47 %    |
| | Патриоты России            | Пинаева Ольга Юрьевна                                                           | 421    | 1,12 %    |
| Недействительные бюллетени                                                                                               | Недействительные бюллетени | Недействительные бюллетени                                                      | 1024   |           |
| Всего голосов: | Всего голосов:             | Всего голосов:                                                                  | 36 619 | 100,00    |
| |                            |                                                                                 |        |           |

Свердловская № 10
| Партия | Партия                     | Региональные группы кандидатов                                                  | Голоса | % голосов |
| --- | -------------------------- | ------------------------------------------------------------------------------- | ------ | --------- |
| | Единая Россия              | Тингаева Лариса Анатольевна Квятковский Иван Леонидович                         | 8319   | 26,05 %   |
| | КПРФ                       | Костицина Гульнара Нургалиевна Катаев Николай Семенович Олейник Петр Алексеевич | 7997   | 25,04 %   |
| | Справедливая Россия        | Маллянов Кирилл Евгеньевич Сельвян Ирина Николаевна                             | 5612   | 17,57 %   |
| | ЛДПР                       | Габдулзянов Эльнар Таухитович Кряжева Мария Владимировна                        | 5515   | 17,27 %   |
| Партии, не состоявшие в Государственной Думе РФ предыдущего созыва, вынужденные собирать подписи для регистрации списка: |                            |                                                                                 |        |           |
| | Яблоко                     | Левицкий Эдуард Анатольевич                                                     | 2585   | 8,09 %    |
| | Правое дело                | Бурцев Олег Борисович                                                           | 636    | 1,99 %    |
| | Патриоты России            | Налетов Виктор Павлович                                                         | 378    | 1,18 %    |
| Недействительные бюллетени                                                                                               | Недействительные бюллетени | Недействительные бюллетени                                                      | 894    |           |
| Всего голосов: | Всего голосов:             | Всего голосов:                                                                  | 31 042 | 100,00    |
| |                            |                                                                                 |        |           |

Свердловская № 11
| Партия | Партия                     | Региональные группы кандидатов                                                          | Голоса | % голосов |
| --- | -------------------------- | --------------------------------------------------------------------------------------- | ------ | --------- |
| | Единая Россия              | Ушаков Денис Вячеславович Курдина Наталия Анатольевна                                   | 9832   | 31,37 %   |
| | КПРФ                       | Андреянов Сергей Николаевич Костицин Алексей Владимирович Гребенников Владимир Петрович | 7955   | 25,38 %   |
| | ЛДПР                       | Романов Олег Анатольевич Смирнов Алексей Александрович                                  | 5572   | 17,78 %   |
| | Справедливая Россия        | Лазуренко Петр Владимирович Власова Ольга Вадимовна                                     | 4473   | 14,27 %   |
| Партии, не состоявшие в Государственной Думе РФ предыдущего созыва, вынужденные собирать подписи для регистрации списка: |                            |                                                                                         |        |           |
| | Яблоко                     | Солодяшкина Юлия Евгеньевна                                                             | 1835   | 5,85 %    |
| | Правое дело                | Галяев Виталий Викторович                                                               | 476    | 1,52 %    |
| | Патриоты России            | Ширинкин Юрий Владимирович                                                              | 285    | 0,91 %    |
| Недействительные бюллетени                                                                                               | Недействительные бюллетени | Недействительные бюллетени                                                              | 914    |           |
| Всего голосов: | Всего голосов:             | Всего голосов:                                                                          | 30 428 | 100,00    |
| |                            |                                                                                         |        |           |

Чердынская № 12
| Партия | Партия                     | Региональные группы кандидатов                                                         | Голоса | % голосов |
| --- | -------------------------- | -------------------------------------------------------------------------------------- | ------ | --------- |
| | Единая Россия              | Баранов Виктор Иванович Червонных Алексей Владимирович                                 | 14 523 | 42,17 %   |
| | ЛДПР                       | Суховей Виктор Юрьевич Веприков Александр Сергеевич                                    | 6582   | 19,11 %   |
| | КПРФ                       | Ильиных Владимир Владимирович Цитцер Валерий Александрович Кичигин Сергей Владимирович | 5834   | 16,94 %   |
| | Справедливая Россия        | Андреев Антон Алексеевич Михалев Валерий Александрович                                 | 5141   | 14,93 %   |
| Партии, не состоявшие в Государственной Думе РФ предыдущего созыва, вынужденные собирать подписи для регистрации списка: |                            |                                                                                        |        |           |
| | Яблоко                     | Сахно Дмитрий Игоревич                                                                 | 958    | 2,78 %    |
| | Патриоты России            | Сандракова Галина Федотовна                                                            | 352    | 1,02 %    |
| | Правое дело                | Ерогов Игорь Николаевич                                                                | 198    | 0,57 %    |
| Недействительные бюллетени                                                                                               | Недействительные бюллетени | Недействительные бюллетени                                                             | 854    |           |
| Всего голосов: | Всего голосов:             | Всего голосов:                                                                         | 33 588 | 100,00    |
| |                            |                                                                                        |        |           |

Соликамская № 13
| Партия | Партия                     | Региональные группы кандидатов                                                             | Голоса | % голосов |
| --- | -------------------------- | ------------------------------------------------------------------------------------------ | ------ | --------- |
| | Единая Россия              | Тушнолобов Геннадий Петрович Боровик Олег Александрович Девятков Сергей Валентинович       | 11 115 | 34,47 %   |
| | КПРФ                       | Будалин Евгений Петрович Таганкин Владимир Михайлович                                      | 7074   | 21,94 %   |
| | ЛДПР                       | Дмитриев Евгений Викторович Петров Владимир Юрьевич                                        | 6702   | 20,78 %   |
| | Справедливая Россия        | Мельчаков Дмитрий Валерьевич Росляков Евгений Александрович Мухаметшин Рифат Мубаракшеевич | 5046   | 15,65 %   |
| Партии, не состоявшие в Государственной Думе РФ предыдущего созыва, вынужденные собирать подписи для регистрации списка: |                            |                                                                                            |        |           |
| | Яблоко                     | Брагина Елена Михайловна                                                                   | 958    | 2,97 %    |
| | Патриоты России            | Мальцев Сергей Николаевич                                                                  | 316    | 0,98 %    |
| | Правое дело                | Подоров Роман Павлович                                                                     | 180    | 0,56 %    |
| Недействительные бюллетени                                                                                               | Недействительные бюллетени | Недействительные бюллетени                                                                 | 856    |           |
| Всего голосов: | Всего голосов:             | Всего голосов:                                                                             | 31 391 | 100,00    |
| |                            |                                                                                            |        |           |

Березниковская № 14
| Партия | Партия                     | Региональные группы кандидатов                                             | Голоса | % голосов |
| --- | -------------------------- | -------------------------------------------------------------------------- | ------ | --------- |
| | Единая Россия              | Борисовец Юрий Львович Поморцева Вера Константиновна                       | 12 465 | 43,63 %   |
| | ЛДПР                       | Хавин Олег Васильевич Коновалов Анатолий Владимирович                      | 5504   | 19,26 %   |
| | Справедливая Россия        | Морозов Андрей Николаевич Мальцев Валерий Яковлевич Захаров Юрий Романович | 4196   | 14,69 %   |
| | КПРФ                       | Айтакова, Ксения Алексеевна Шайхарзеев Мирзалиф Мухамедович                | 3916   | 13,71 %   |
| Партии, не состоявшие в Государственной Думе РФ предыдущего созыва, вынужденные собирать подписи для регистрации списка: |                            |                                                                            |        |           |
| | Яблоко                     | Пантюхина Екатерина Алексеевна                                             | 1271   | 4,45 %    |
| | Патриоты России            | Чащина Марина Юрьевна                                                      | 326    | 1,14 %    |
| | Правое дело                | Заглада Марина Валерьевна                                                  | 175    | 0,61 %    |
| Недействительные бюллетени                                                                                               | Недействительные бюллетени | Недействительные бюллетени                                                 | 717    |           |
| Всего голосов: | Всего голосов:             | Всего голосов:                                                             | 27 853 | 100,00    |
| |                            |                                                                            |        |           |

Березниковская № 15
| Партия | Партия                     | Региональные группы кандидатов                        | Голоса | % голосов |
| --- | -------------------------- | ----------------------------------------------------- | ------ | --------- |
| | Единая Россия              | Чибисов Алексей Валерьевич Дьяков Сергей Петрович     | 12 082 | 43,90 %   |
| | ЛДПР                       | Кашин Игорь Леонидович                                | 4957   | 18,01 %   |
| | Справедливая Россия        | Яркина Надежда Ефремовна Кулакова Светлана Николаевна | 4164   | 15,13 %   |
| | КПРФ                       | Борисов Владимир Алексеевич                           | 3697   | 13,43 %   |
| Партии, не состоявшие в Государственной Думе РФ предыдущего созыва, вынужденные собирать подписи для регистрации списка: |                            |                                                       |        |           |
| | Яблоко                     | Умнов Василий Николаевич                              | 1296   | 4,71 %    |
| | Патриоты России            | Богомолов Владимир Федорович                          | 421    | 1,53 %    |
| | Правое дело                | Рябов Александр Валерьевич                            | 202    | 0,73 %    |
| Недействительные бюллетени                                                                                               | Недействительные бюллетени | Недействительные бюллетени                            | 700    |           |
| Всего голосов: | Всего голосов:             | Всего голосов:                                        | 26 819 | 100,00    |
| |                            |                                                       |        |           |

Губахинская № 16
| Партия | Партия                     | Региональные группы кандидатов                                                       | Голоса | % голосов |
| --- | -------------------------- | ------------------------------------------------------------------------------------ | ------ | --------- |
| | Единая Россия              | Гарслян Армен Гайосович Шакиров Рашид Саидович                                       | 15 372 | 45,32 %   |
| | ЛДПР                       | Немнонова Евгения Васильевна Сивцев Евгений Викторович                               | 5795   | 17,08 %   |
| | Справедливая Россия        | Кетова Наталья Владимировна Трофимова Лидия Васильевна Семёнов Владимир Владимирович | 5402   | 15,92 %   |
| | КПРФ                       | Цеов Виктор Романович Мальцев Владимир Владимирович Дарьенко Валентина Вячеславовна  | 5281   | 15,57 %   |
| Партии, не состоявшие в Государственной Думе РФ предыдущего созыва, вынужденные собирать подписи для регистрации списка: |                            |                                                                                      |        |           |
| | Яблоко                     | Иванов Дмитрий Игоревич                                                              | 814    | 2,40 %    |
| | Патриоты России            | Пальчун Андрей Иванович Туманов Михаил Иванович                                      | 286    | 0,84 %    |
| | Правое дело                | Незнамова Ольга Юрьевна                                                              | 181    | 0,53 %    |
| Недействительные бюллетени                                                                                               | Недействительные бюллетени | Недействительные бюллетени                                                           | 791    |           |
| Всего голосов: | Всего голосов:             | Всего голосов:                                                                       | 33 131 | 100,00    |
| |                            |                                                                                      |        |           |

Чусовская № 17
| Партия | Партия                     | Региональные группы кандидатов                                                       | Голоса | % голосов |
| --- | -------------------------- | ------------------------------------------------------------------------------------ | ------ | --------- |
| | Единая Россия              | Шулькин Илья Григорьевич Асманкин Олег Валентинович                                  | 18 949 | 47,64 %   |
| | ЛДПР                       | Шмурин Сергей Николаевич Тюлькина Анастасия Андреевна                                | 7083   | 17,81 %   |
| | Справедливая Россия        | Злобина Ирина Павловна Берестов Михаил Александрович                                 | 5765   | 14,49 %   |
| | КПРФ                       | Анисимов Михаил Венедиктович Шарифулин Виктор Владимирович Ермолаев Игорь Викторович | 5302   | 13,33 %   |
| Партии, не состоявшие в Государственной Думе РФ предыдущего созыва, вынужденные собирать подписи для регистрации списка: |                            |                                                                                      |        |           |
| | Яблоко                     | Береснев Сергей Леонидович                                                           | 888    | 2,23 %    |
| | Патриоты России            | Микрюков Анатолий Семенович Патласов Анатолий Михайлович                             | 525    | 1,32 %    |
| | Правое дело                | Захаров Андрей Владимирович                                                          | 276    | 0,69 %    |
| Недействительные бюллетени                                                                                               | Недействительные бюллетени | Недействительные бюллетени                                                           | 985    |           |
| Всего голосов: | Всего голосов:             | Всего голосов:                                                                       | 38 788 | 100,00    |
| |                            |                                                                                      |        |           |

Лысьвенская № 18
| Партия | Партия                     | Региональные группы кандидатов                                                      | Голоса | % голосов |
| --- | -------------------------- | ----------------------------------------------------------------------------------- | ------ | --------- |
| | Единая Россия              | Клементьева Светлана Викторовна Скутин Виктор Александрович                         | 11 804 | 36,59 %   |
| | ЛДПР                       | Лукичев Андрей Сергеевич Прохоров Сергей Иванович Артемьева Оксана Олеговна         | 8354   | 25,89 %   |
| | КПРФ                       | Лукин Александр Иванович Великоредчанин Валерий Павлович Черенёв Владимир Борисович | 5638   | 17,47 %   |
| | Справедливая Россия        | Южаков Александр Валерьевич Аникин Леонид Дмитриевич Нежданова Юлия Александровна   | 4193   | 12,99 %   |
| Партии, не состоявшие в Государственной Думе РФ предыдущего созыва, вынужденные собирать подписи для регистрации списка: |                            |                                                                                     |        |           |
| | Яблоко                     | Запятая Елизавета Николаевна                                                        | 1010   | 3,13 %    |
| | Патриоты России            | Частикова Людмила Николаевна                                                        | 247    | 0,77 %    |
| | Правое дело                | Неусроева Людмила Александровна                                                     | 233    | 0,72 %    |
| Недействительные бюллетени                                                                                               | Недействительные бюллетени | Недействительные бюллетени                                                          | 785    |           |
| Всего голосов: | Всего голосов:             | Всего голосов:                                                                      | 31 479 | 100,00    |
| |                            |                                                                                     |        |           |

Суксунская № 19
| Партия | Партия                     | Региональные группы кандидатов                                                       | Голоса | % голосов |
| --- | -------------------------- | ------------------------------------------------------------------------------------ | ------ | --------- |
| | Единая Россия              | Корюкина Ирина Петровна Осокин Александр Вячеславович                                | 18 070 | 48,18 %   |
| | КПРФ                       | Останин Валерий Анатольевич Зарембо Владимир Афанасьевич Юдин Владимир Александрович | 6380   | 17,01 %   |
| | ЛДПР                       | Горбунов Олег Васильевич                                                             | 5935   | 15,83 %   |
| | Справедливая Россия        | Бормотова Сагира Мустафовна Зернин Владимир Васильевич Загвоздкин Виктор Иванович    | 5224   | 13,93 %   |
| Партии, не состоявшие в Государственной Думе РФ предыдущего созыва, вынужденные собирать подписи для регистрации списка: |                            |                                                                                      |        |           |
| | Яблоко                     | Кондрухов Алексей Андреевич                                                          | 598    | 1,59 %    |
| | Патриоты России            | Лепешкина Наталья Ивановна                                                           | 316    | 0,84 %    |
| | Правое дело                | Заглада Татьяна Дмитриевна                                                           | 165    | 0,44 %    |
| Недействительные бюллетени                                                                                               | Недействительные бюллетени | Недействительные бюллетени                                                           | 814    |           |
| Всего голосов: | Всего голосов:             | Всего голосов:                                                                       | 36 688 | 100,00    |
| |                            |                                                                                      |        |           |

Чернушинская № 20
| Партия | Партия                     | Региональные группы кандидатов                                                   | Голоса | % голосов |
| --- | -------------------------- | -------------------------------------------------------------------------------- | ------ | --------- |
| | Единая Россия              | Лейфрид Александр Викторович Хараськин Олег Алексеевич Шалыгина Елена Андреевна  | 19 303 | 48,25 %   |
| | КПРФ                       | Волошин Николай Дмитриевич Мельков Геннадий Андреевич Пинаев Анатолий Васильевич | 8785   | 21,96 %   |
| | ЛДПР                       | Ерёменко Татьяна Филлиповна Боровкова Виктория Александровна                     | 6091   | 15,22 %   |
| | Справедливая Россия        | Бабушкина Наталья Дасиевна Кирова Анна Ивановна Уточкин Юрий Анатольевич         | 3970   | 9,92 %    |
| Партии, не состоявшие в Государственной Думе РФ предыдущего созыва, вынужденные собирать подписи для регистрации списка: |                            |                                                                                  |        |           |
| | Яблоко                     | Бутылева Ольга Владимировна                                                      | 619    | 1,55 %    |
| | Патриоты России            | Козлов Андрей Евгеньевич                                                         | 277    | 0,69 %    |
| | Правое дело                | Тюшев Денис Валерьевич                                                           | 155    | 0,39 %    |
| Недействительные бюллетени                                                                                               | Недействительные бюллетени | Недействительные бюллетени                                                       | 808    |           |
| Всего голосов: | Всего голосов:             | Всего голосов:                                                                   | 39 200 | 100,00    |
| |                            |                                                                                  |        |           |

Кунгурская № 21
| Партия | Партия                     | Региональные группы кандидатов                                 | Голоса | % голосов |
| --- | -------------------------- | -------------------------------------------------------------- | ------ | --------- |
| | Единая Россия              | Кокшаров Роман Александрович Кремлева Любовь Васильевна        | 14 003 | 34,52 %   |
| | Справедливая Россия        | Алистратов Владимир Николаевич Жебелев Андрей Викторович       | 9183   | 22,64 %   |
| | ЛДПР                       | Золотарев Алексей Владимирович Стариков Анатолий Станиславович | 8871   | 21,83 %   |
| | КПРФ                       | Рынков Сергей Александрович Швидчинко Владимир Викторович      | 5939   | 14,64 %   |
| Партии, не состоявшие в Государственной Думе РФ предыдущего созыва, вынужденные собирать подписи для регистрации списка: |                            |                                                                |        |           |
| | Яблоко                     | Умнова Наталья Геннадьевна                                     | 1032   | 2,54 %    |
| | Патриоты России            | Зайцев Александр Иванович                                      | 380    | 0,94 %    |
| | Правое дело                | Третьяков Александр Иванович                                   | 284    | 0,70 %    |
| Недействительные бюллетени                                                                                               | Недействительные бюллетени | Недействительные бюллетени                                     | 870    |           |
| Всего голосов: | Всего голосов:             | Всего голосов:                                                 | 39 692 | 100,00    |
| |                            |                                                                |        |           |

Чайковская № 22
| Партия | Партия                     | Региональные группы кандидатов                                                       | Голоса | % голосов |
| --- | -------------------------- | ------------------------------------------------------------------------------------ | ------ | --------- |
| | Единая Россия              | Чичелов Виктор Александрович Андриив Игорь Ярославович Налимов Роман Владимирович    | 10 700 | 33,20 %   |
| | КПРФ                       | Новиков Алексей Анатольевич Куровский Юрий Георгиевич                                | 6591   | 20,45 %   |
| | ЛДПР                       | Кудрин Валерий Леонидович Каменских Ирина Алексеевна                                 | 6489   | 20,14 %   |
| | Справедливая Россия        | Срубин Александр Иванович Зотов Александр Александрович Бутузов Александр Васильевич | 5924   | 18,38 %   |
| Партии, не состоявшие в Государственной Думе РФ предыдущего созыва, вынужденные собирать подписи для регистрации списка: |                            |                                                                                      |        |           |
| | Яблоко                     | Чепкасова Вера Михайловна                                                            | 1253   | 3,89 %    |
| | Патриоты России            | Кузнецова Надежда Васильевна                                                         | 335    | 1,04 %    |
| | Правое дело                | Журавлев Никита Петрович                                                             | 229    | 0,71 %    |
| Недействительные бюллетени                                                                                               | Недействительные бюллетени | Недействительные бюллетени                                                           | 706    |           |
| Всего голосов: | Всего голосов:             | Всего голосов:                                                                       | 31 521 | 100,00    |
| |                            |                                                                                      |        |           |

Осинская № 23
| Партия | Партия                     | Региональные группы кандидатов                                                           | Голоса | % голосов |
| --- | -------------------------- | ---------------------------------------------------------------------------------------- | ------ | --------- |
| | Единая Россия              | Сухих Валерий Александрович Гилязова Елена Ефимовна                                      | 17 838 | 49,55 %   |
| | КПРФ                       | Бегун Виктор Леонидович Килин Александр Ануфриевич                                       | 5811   | 16,14 %   |
| | ЛДПР                       | Азмагулов Данис Саитзянович Атнагузин Фрид Мирзиевич                                     | 5382   | 14,95 %   |
| | Справедливая Россия        | Юсуфкулов Дамир Мазитович Богомягкова Валентина Николаевна Скребанов Сергей Владимирович | 5020   | 13,95 %   |
| Партии, не состоявшие в Государственной Думе РФ предыдущего созыва, вынужденные собирать подписи для регистрации списка: |                            |                                                                                          |        |           |
| | Яблоко                     | Павлецова Светлана Николаевна                                                            | 635    | 1,76 %    |
| | Патриоты России            | Суяргулова Розалия Завдатовна                                                            | 323    | 0,90 %    |
| | Правое дело                | Любимов Валентин Александрович                                                           | 195    | 0,54 %    |
| Недействительные бюллетени                                                                                               | Недействительные бюллетени | Недействительные бюллетени                                                               | 793    |           |
| Всего голосов: | Всего голосов:             | Всего голосов:                                                                           | 35 204 | 100,00    |
| |                            |                                                                                          |        |           |

Верещагинская № 24
| Партия | Партия                     | Региональные группы кандидатов                                                 | Голоса | % голосов |
| --- | -------------------------- | ------------------------------------------------------------------------------ | ------ | --------- |
| | Единая Россия              | Ветошкин Сергей Александрович Огородов Иван Петрович Ильенко Юрий Георгиевич   | 14 332 | 42,42 %   |
| | КПРФ                       | Старков Юрий Григорьевич Вожаков Алексей Валентинович Грамолин Юрий Викторович | 8467   | 25,06 %   |
| | ЛДПР                       | Шестакова Елена Николаевна                                                     | 5466   | 16,18 %   |
| | Справедливая Россия        | Бусырев Александр Павлович Щукин Владимир Владимирович                         | 3621   | 10,72 %   |
| Партии, не состоявшие в Государственной Думе РФ предыдущего созыва, вынужденные собирать подписи для регистрации списка: |                            |                                                                                |        |           |
| | Яблоко                     | Ложкина Тамара Васильевна                                                      | 666    | 1,97 %    |
| | Патриоты России            | Бабенко Иван Васильевич                                                        | 303    | 0,90 %    |
| | Правое дело                | Кушнина Елена Сергеевна                                                        | 210    | 0,62 %    |
| Недействительные бюллетени                                                                                               | Недействительные бюллетени | Недействительные бюллетени                                                     | 717    |           |
| Всего голосов: | Всего голосов:             | Всего голосов:                                                                 | 33 065 | 100,00    |
| |                            |                                                                                |        |           |

Очёрская № 25
| Партия | Партия                     | Региональные группы кандидатов                                                   | Голоса | % голосов |
| --- | -------------------------- | -------------------------------------------------------------------------------- | ------ | --------- |
| | Единая Россия              | Шубин Игорь Николаевич Федоровский Виктор Генрихович                             | 16 158 | 43,73 %   |
| | ЛДПР                       | Истомин Антон Иванович                                                           | 7060   | 19,11 %   |
| | КПРФ                       | Галюк Владимир Антонович Пирожкова Людмила Геннадьевна Шихов Роман Александрович | 5810   | 15,72 %   |
| | Справедливая Россия        | Носков Владимир Григорьевич Бычкова Светлана Ильинична Некрасова Галина Юрьевна  | 5427   | 14,69 %   |
| Партии, не состоявшие в Государственной Думе РФ предыдущего созыва, вынужденные собирать подписи для регистрации списка: |                            |                                                                                  |        |           |
| | Яблоко                     | Иванова Светлана Алексеевна                                                      | 961    | 2,60 %    |
| | Патриоты России            | Мусихин Юрий Андреевич                                                           | 511    | 1,38 %    |
| | Правое дело                | Пехтерев Константин Владимирович                                                 | 225    | 0,61 %    |
| Недействительные бюллетени                                                                                               | Недействительные бюллетени | Недействительные бюллетени                                                       | 797    |           |
| Всего голосов: | Всего голосов:             | Всего голосов:                                                                   | 36 152 | 100,00    |
| |                            |                                                                                  |        |           |

Добрянская № 26
| Партия | Партия                     | Региональные группы кандидатов                                                            | Голоса | % голосов |
| --- | -------------------------- | ----------------------------------------------------------------------------------------- | ------ | --------- |
| | Единая Россия              | Плюснин Виктор Борисович Чулошников Владимир Вениаминович                                 | 13 969 | 39,82 %   |
| | КПРФ                       | Варлыга Владимир Васильевич Останин Юрий Михайлович                                       | 7901   | 22,52 %   |
| | ЛДПР                       | Майбуров Дмитрий Викторович Барышников Иван Николаевич                                    | 5660   | 16,14 %   |
| | Справедливая Россия        | Третьяков Алексей Владимирович Бахарева Светлана Викторовна Степанов Владимир Анатольевич | 4879   | 13,91 %   |
| Партии, не состоявшие в Государственной Думе РФ предыдущего созыва, вынужденные собирать подписи для регистрации списка: |                            |                                                                                           |        |           |
| | Яблоко                     | Залесных Владислав Александрович                                                          | 1168   | 3,33 %    |
| | Правое дело                | Репников Алексей Васильевич                                                               | 405    | 1,15 %    |
| | Патриоты России            | Бояршинова Валентина Сергеевна                                                            | 317    | 0,90 %    |
| Недействительные бюллетени                                                                                               | Недействительные бюллетени | Недействительные бюллетени                                                                | 778    |           |
| Всего голосов: | Всего голосов:             | Всего голосов:                                                                            | 34 299 | 100,00    |
| |                            |                                                                                           |        |           |

Кунгурская № 27
| Партия | Партия                     | Региональные группы кандидатов                                                    | Голоса | % голосов |
| --- | -------------------------- | --------------------------------------------------------------------------------- | ------ | --------- |
| | Единая Россия              | Скриванов Дмитрий Станиславович Бодров Алексей Анатольевич                        | 16 995 | 46,79 %   |
| | ЛДПР                       | Виноградов Алексей Сергеевич Пикула Ирина Николаевна                              | 6397   | 17,61 %   |
| | КПРФ                       | Игнаткина Наталья Владимировна Сырцев Денис Леонидович Бормотова Галина Семёновна | 6265   | 17,25 %   |
| | Справедливая Россия        | Бутолин Юрий Валентинович Башаров Мансур Хамитович                                | 4488   | 12,36 %   |
| Партии, не состоявшие в Государственной Думе РФ предыдущего созыва, вынужденные собирать подписи для регистрации списка: |                            |                                                                                   |        |           |
| | Яблоко                     | Трутнев Сергей Владимирович                                                       | 841    | 2,32 %    |
| | Патриоты России            | Никитин Михаил Павлович                                                           | 341    | 0,94 %    |
| | Правое дело                | Сацкевич Александр Анатольевич                                                    | 244    | 0,67 %    |
| Недействительные бюллетени                                                                                               | Недействительные бюллетени | Недействительные бюллетени                                                        | 750    |           |
| Всего голосов: | Всего голосов:             | Всего голосов:                                                                    | 35571  | 100,00    |
| |                            |                                                                                   |        |           |

Краснокамская № 28
| Партия | Партия                     | Региональные группы кандидатов                                                         | Голоса | % голосов |
| --- | -------------------------- | -------------------------------------------------------------------------------------- | ------ | --------- |
| | Единая Россия              | Чечёткин Юрий Владимирович Бурков Вячеслав Анатольевич                                 | 13 044 | 35,66 %   |
| | КПРФ                       | Корлякова Елена Григорьевна Токмаков Анатолий Александрович Нежданов Руслан Георгиевич | 7799   | 21,32 %   |
| | ЛДПР                       | Рябов Виктор Николаевич Фурманчук Мария Владимировна                                   | 6484   | 17,73 %   |
| | Справедливая Россия        | Киров Альберт Федорович Алексеев Николай Николаевич                                    | 4358   | 11,91 %   |
| Партии, не состоявшие в Государственной Думе РФ предыдущего созыва, вынужденные собирать подписи для регистрации списка: |                            |                                                                                        |        |           |
| | Яблоко                     | Колоколов Аркадий Петрович                                                             | 3021   | 8,26 %    |
| | Правое дело                | Тимиров Олег Геннадьевич                                                               | 571    | 1,56 %    |
| | Патриоты России            | Кожин Иван Григорьевич                                                                 | 333    | 0,91 %    |
| Недействительные бюллетени                                                                                               | Недействительные бюллетени | Недействительные бюллетени                                                             | 970    |           |
| Всего голосов: | Всего голосов:             | Всего голосов:                                                                         | 35 610 | 100,00    |
| |                            |                                                                                        |        |           |

Кудымкарская № 29
| Партия | Партия                     | Региональные группы кандидатов                                                       | Голоса | % голосов |
| --- | -------------------------- | ------------------------------------------------------------------------------------ | ------ | --------- |
| | Единая Россия              | Евсин Михаил Николаевич Сарксян Вагаршак Борисович Радыгин Константин Михайлович     | 10 560 | 44,76 %   |
| | Справедливая Россия        | Аристова Светлана Михайловна Савельев Геннадий Петрович Эйсфельд Дарья Александровна | 4315   | 18,29 %   |
| | ЛДПР                       | Тараканов Сергей Станиславович Мартев Владислав Валерьевич                           | 3905   | 16,55 %   |
| | КПРФ                       | Тупицын Михаил Иванович Мазур Александр Алексеевич Казанцев Олег Владимирович        | 3362   | 14,25 %   |
| Партии, не состоявшие в Государственной Думе РФ предыдущего созыва, вынужденные собирать подписи для регистрации списка: |                            |                                                                                      |        |           |
| | Яблоко                     | Пыстогов Игорь Васильевич                                                            | 512    | 2,17 %    |
| | Патриоты России            | Сидоров Александр Николаевич                                                         | 231    | 0,98 %    |
| | Правое дело                | Некрасова Нонна Витальевна                                                           | 144    | 0,61 %    |
| Недействительные бюллетени                                                                                               | Недействительные бюллетени | Недействительные бюллетени                                                           | 561    |           |
| Всего голосов: | Всего голосов:             | Всего голосов:                                                                       | 23 029 | 100,00    |
| |                            |                                                                                      |        |           |

Явка избирателей: 0,0 %.
Кочёвская № 30
| Партия | Партия                     | Региональные группы кандидатов                                                         | Голоса | % голосов |
| --- | -------------------------- | -------------------------------------------------------------------------------------- | ------ | --------- |
| | Единая Россия              | Зырянова Елена Владимировна Четин Анатолий Пахомович                                   | 11 036 | 49,89 %   |
| | Справедливая Россия        | Черепанов Станислав Сергеевич Удникова Надежда Витальевна Никишин Александр Николаевич | 3562   | 16,10 %   |
| | ЛДПР                       | Власов Антон Олегович Поляков Олег Борисович                                           | 3420   | 15,46 %   |
| | КПРФ                       | Закиров Алик Натфуллович                                                               | 2543   | 11,50 %   |
| Партии, не состоявшие в Государственной Думе РФ предыдущего созыва, вынужденные собирать подписи для регистрации списка: |                            |                                                                                        |        |           |
| | Яблоко                     | Занин Алексей Сергеевич                                                                | 371    | 1,68 %    |
| | Патриоты России            | Рисков Алексей Викторович                                                              | 224    | 1,01 %    |
| | Правое дело                | Ветлугаев Александр Владимирович                                                       | 129    | 0,58 %    |
| Недействительные бюллетени                                                                                               | Недействительные бюллетени | Недействительные бюллетени                                                             | 834    |           |
| Всего голосов: | Всего голосов:             | Всего голосов:                                                                         | 21 285 | 100,00    |
| |                            |                                                                                        |        |           |

## Одномандатные избирательные округа
Кировский одномандатный избирательный округ № 1
| Партия                     | Партия                     | Кандидат                    | Голоса | %       |
| -------------------------- | -------------------------- | --------------------------- | ------ | ------- |
|                            | Справедливая Россия        | Аликин Владимир Николаевич  | 7731   | 22,63 % |
|                            | самовыдвижение             | Германов Арсений Васильевич | 1075   | 3,15 %  |
|                            | ЛДПР                       | Губин Олег Анатольевич      | 2548   | 7,46 %  |
|                            | Единая Россия              | Мотрич Александр Иванович   | 12 139 | 35,53 % |
|                            | КПРФ                       | Чебыкин Вадим Леонидович    | 9389   | 27,48 % |
| Недействительные бюллетени | Недействительные бюллетени | Недействительные бюллетени  | 1279   | —       |
| Всего голосов              | Всего голосов              | Всего голосов               | 32 882 | 100 %   |

Дзержинский одномандатный избирательный округ № 2
| Партия                     | Партия                     | Кандидат                     | Голоса                 | %                      |
| -------------------------- | -------------------------- | ---------------------------- | ---------------------- | ---------------------- |
|                            | самовыдвижение             | Браун Светлана Владимировна  | отк. в рег. 26.10.2011 | отк. в рег. 26.10.2011 |
|                            | Справедливая Россия        | Бурляков Юрий Васильевич     | 6430                   | 21,46 %                |
|                            | ЛДПР                       | Горбунов Дмитрий Олегович    | 3985                   | 13,30 %                |
|                            | КПРФ                       | Гребенюк Владимир Алексеевич | 6851                   | 22,87 %                |
|                            | Единая Россия              | Данилин Владимир Николаевич  | 11 143                 | 37,20 %                |
|                            | самовыдвижение             | Плотников Владимир Иванович  | отм. выдв. 25.10.2011  | отм. выдв. 25.10.2011  |
| Недействительные бюллетени | Недействительные бюллетени | Недействительные бюллетени   | 1547                   | —                      |
| Всего голосов              | Всего голосов              | Всего голосов                | 28 409                 | 100 %                  |

Дзержинский одномандатный избирательный округ № 3
| Партия                     | Партия                     | Кандидат                         | Голоса | %       |
| -------------------------- | -------------------------- | -------------------------------- | ------ | ------- |
|                            | Единая Россия              | Дёмкин Николай Иванович          | 18 552 | 58,41 % |
|                            | ЛДПР                       | Дудоладов Владислав Владимирович | 2417   | 7,61 %  |
|                            | самовыдвижение             | Панина Галина Павловна           | 2401   | 7,56 %  |
|                            | Справедливая Россия        | Самонов Александр Алексеевич     | 2988   | 9,41 %  |
|                            | КПРФ                       | Шерстобитов Алексей Сергеевич    | 4280   | 13,48 % |
| Недействительные бюллетени | Недействительные бюллетени | Недействительные бюллетени       | 1122   | —       |
| Всего голосов              | Всего голосов              | Всего голосов                    | 30 638 | 100 %   |

Индустриальный одномандатный избирательный округ № 4
| Партия                     | Партия                     | Кандидат                       | Голоса | %       |
| -------------------------- | -------------------------- | ------------------------------ | ------ | ------- |
|                            | Единая Россия              | Жуков Владимир Юрьевич         | 19 871 | 53,71 % |
|                            | ЛДПР                       | Клабуков Алексей Александрович | 3989   | 10,78 % |
|                            | самовыдвижение             | Хоружий Артём Сергеевич        | 3609   | 9,76 %  |
|                            | КПРФ                       | Хромцов Александр Анатольевич  | 7880   | 21,30 % |
| Недействительные бюллетени | Недействительные бюллетени | Недействительные бюллетени     | 1645   | —       |
| Всего голосов              | Всего голосов              | Всего голосов                  | 35 349 | 100 %   |

Ленинский одномандатный избирательный округ № 5
| Партия                     | Партия                     | Кандидат                          | Голоса                 | %                      |
| -------------------------- | -------------------------- | --------------------------------- | ---------------------- | ---------------------- |
|                            | Единая Россия              | Богуславский Сергей Станиславович | 10 296                 | 30,61 %                |
|                            | самовыдвижение             | Буданов Сергей Вячеславович       | 9722                   | 28,90 %                |
|                            | самовыдвижение             | Заяц Олег Александрович           | отк. в рег. 28.10.2011 | отк. в рег. 28.10.2011 |
|                            | самовыдвижение             | Нечаев Алексей Михайлович         | отк. в рег. 25.10.2011 | отк. в рег. 25.10.2011 |
|                            | самовыдвижение             | Окунев Андрей Олегович            | выбытие 25.11.2011     | выбытие 25.11.2011     |
|                            | КПРФ                       | Окунев Константин Николаевич      | выбытие 25.11.2011     | выбытие 25.11.2011     |
|                            | ЛДПР                       | Харин Николай Александрович       | 9009                   | 26,78 %                |
| Недействительные бюллетени | Недействительные бюллетени | Недействительные бюллетени        | 4613                   | —                      |
| Всего голосов              | Всего голосов              | Всего голосов                     | 29 027                 | 100 %                  |

Индустриальный одномандатный избирательный округ № 6
| Партия                     | Партия                     | Кандидат                   | Голоса | %       |
| -------------------------- | -------------------------- | -------------------------- | ------ | ------- |
|                            | КПРФ                       | Долгов Ильяс Хасьянович    | 8981   | 26,20 % |
|                            | ЛДПР                       | Николаева Юлия Леонидовна  | 5654   | 16,49 % |
|                            | самовыдвижение             | Ощепков Эдуард Анатольевич | 2988   | 8,72 %  |
|                            | Единая Россия              | Шилов Геннадий Михайлович  | 14 837 | 43,28 % |
| Недействительные бюллетени | Недействительные бюллетени | Недействительные бюллетени | 1821   | —       |
| Всего голосов              | Всего голосов              | Всего голосов              | 32 460 | 100 %   |

Орджоникидзевский одномандатный избирательный округ № 7
| Партия                     | Партия                     | Кандидат                       | Голоса             | %                  |
| -------------------------- | -------------------------- | ------------------------------ | ------------------ | ------------------ |
|                            | самовыдвижение             | Аристов Георгий Викторович     | выбытие 11.11.2011 | выбытие 11.11.2011 |
|                            | Единая Россия              | Бурнашов Алексей Леонидович    | 17 196             | 52,64 %            |
|                            | ЛДПР                       | Киселев Владимир Владиславович | 4885               | 14,95 %            |
|                            | самовыдвижение             | Мансуров Ринат Равелевич       | 1825               | 5,59 %             |
|                            | КПРФ                       | Черных Алексей Васильевич      | 7111               | 21,77 %            |
| Недействительные бюллетени | Недействительные бюллетени | Недействительные бюллетени     | 1650               | —                  |
| Всего голосов              | Всего голосов              | Всего голосов                  | 31 017             | 100 %              |

Орджоникидзевский одномандатный избирательный округ № 8
| Партия                     | Партия                     | Кандидат                        | Голоса                 | %                      |
| -------------------------- | -------------------------- | ------------------------------- | ---------------------- | ---------------------- |
|                            | самовыдвижение             | Богданов Александр Владимирович | отк. в рег. 28.10.2011 | отк. в рег. 28.10.2011 |
|                            | Единая Россия              | Бухвалов Николай Ювенальевич    | 10 331                 | 31,42 %                |
|                            | самовыдвижение             | Линьков Евгений Леонидович      | отк. в рег. 28.10.2011 | отк. в рег. 28.10.2011 |
|                            | ЛДПР                       | Рогожникова Ольга Андреевна     | 8318                   | 25,30 %                |
|                            | КПРФ                       | Старков Андрей Вадимович        | 12 043                 | 36,63 %                |
| Недействительные бюллетени | Недействительные бюллетени | Недействительные бюллетени      | 2189                   | —                      |
| Всего голосов              | Всего голосов              | Всего голосов                   | 30 692                 | 100 %                  |

Мотовилихинский одномандатный избирательный округ № 9
| Партия                     | Партия                     | Кандидат                       | Голоса                 | %                      |
| -------------------------- | -------------------------- | ------------------------------ | ---------------------- | ---------------------- |
|                            | самовыдвижение             | Агишев Андрей Валентинович     | отк. в рег. 28.10.2011 | отк. в рег. 28.10.2011 |
|                            | самовыдвижение             | Беляев Михаил Васильевич       | отм. выдв. 26.10.2011  | отм. выдв. 26.10.2011  |
|                            | Единая Россия              | Бойченко Александр Юрьевич     | 15 675                 | 42,68 %                |
|                            | самовыдвижение             | Жбанова Татьяна Валентиновна   | отм. выдв. 26.10.2011  | отм. выдв. 26.10.2011  |
|                            | самовыдвижение             | Куликова Любовь Михайловна     | отм. выдв. 26.10.2011  | отм. выдв. 26.10.2011  |
|                            | КПРФ                       | Макаров Павел Аркадьевич       | 11 208                 | 30,52 %                |
|                            | самовыдвижение             | Малышев Константин Павлович    | 4207                   | 11,46 %                |
|                            | самовыдвижение             | Пылаев Сергей Борисович        | отм. выдв. 26.10.2011  | отм. выдв. 26.10.2011  |
|                            | ЛДПР                       | Хабибуллин Насибулла Ринатович | 3823                   | 10,41 %                |
|                            | самовыдвижение             | Яковлев Андрей Юрьевич         | отм. выдв. 26.10.2011  | отм. выдв. 26.10.2011  |
| Недействительные бюллетени | Недействительные бюллетени | Недействительные бюллетени     | 1812                   | —                      |
| Всего голосов              | Всего голосов              | Всего голосов                  | 34 913                 | 100 %                  |

Свердловский одномандатный избирательный округ № 10
| Партия                     | Партия                     | Кандидат                        | Голоса                 | %                      |
| -------------------------- | -------------------------- | ------------------------------- | ---------------------- | ---------------------- |
|                            | самовыдвижение             | Васильев Василий Арнольдович    | отм. выдв. 28.10.2011  | отм. выдв. 28.10.2011  |
|                            | ЛДПР                       | Габдулзянов Эльнар Таухитович   | 5226                   | 16,63 %                |
|                            | самовыдвижение             | Капустина Люция Рафкатовна      | отк. в рег. 28.10.2011 | отк. в рег. 28.10.2011 |
|                            | КПРФ                       | Костицина Гульнара Нургалиевна  | 10 689                 | 34,02 %                |
|                            | самовыдвижение             | Кыхалов Олег Геннадьевич        | выбытие 28.11.2011     | выбытие 28.11.2011     |
|                            | Единая Россия              | Флегинский Александр Евгеньевич | 12 301                 | 39,15 %                |
| Недействительные бюллетени | Недействительные бюллетени | Недействительные бюллетени      | 3205                   | —                      |
| Всего голосов              | Всего голосов              | Всего голосов                   | 28 216                 | 100 %                  |

Свердловский одномандатный избирательный округ № 11
| Партия                     | Партия                     | Кандидат                         | Голоса                 | %                      |
| -------------------------- | -------------------------- | -------------------------------- | ---------------------- | ---------------------- |
|                            | КПРФ                       | Андреянов Сергей Николаевич      | 9431                   | 31,28 %                |
|                            | Правое дело                | Галяев Виталий Викторович        | отк. в рег. 28.10.2011 | отк. в рег. 28.10.2011 |
|                            | самовыдвижение             | Резвых Андрей Владимирович       | отм. выдв. 28.10.2011  | отм. выдв. 28.10.2011  |
|                            | ЛДПР                       | Романов Олег Анатольевич         | 6913                   | 22,93 %                |
|                            | Единая Россия              | Телепнев Александр Александрович | 11 636                 | 38,60 %                |
| Недействительные бюллетени | Недействительные бюллетени | Недействительные бюллетени       | 2168                   | —                      |
| Всего голосов              | Всего голосов              | Всего голосов                    | 27 980                 | 100 %                  |

Чердынский одномандатный избирательный округ № 12
| Партия                     | Партия                     | Кандидат                      | Голоса                 | %                      |
| -------------------------- | -------------------------- | ----------------------------- | ---------------------- | ---------------------- |
|                            | Единая Россия              | Баранов Виктор Иванович       | 24 288                 | 70,66 %                |
|                            | самовыдвижение             | Габов Дмитрий Алексеевич      | 2104                   | 6,12 %                 |
|                            | КПРФ                       | Ильиных Владимир Владимирович | 3819                   | 11,11 %                |
|                            | самовыдвижение             | Кичигин Дмитрий Николаевич    | отк. в рег. 26.10.2011 | отк. в рег. 26.10.2011 |
|                            | ЛДПР                       | Суховей Виктор Юрьевич        | 2854                   | 8,30 %                 |
|                            | самовыдвижение             | Тарасов Константин Джемалович | отк. в рег. 28.10.2011 | отк. в рег. 28.10.2011 |
| Недействительные бюллетени | Недействительные бюллетени | Недействительные бюллетени    | 1308                   | —                      |
| Всего голосов              | Всего голосов              | Всего голосов                 | 33 065                 | 100 %                  |

Соликамский одномандатный избирательный округ № 13
| Партия                     | Партия                     | Кандидат                      | Голоса                | %                     |
| -------------------------- | -------------------------- | ----------------------------- | --------------------- | --------------------- |
|                            | ЛДПР                       | Дмитриев Евгений Викторович   | 5789                  | 18,00 %               |
|                            | КПРФ                       | Мальцев Владимир Владимирович | 9554                  | 29,71 %               |
|                            | самовыдвижение             | Митраков Леонид Васильевич    | отм. выдв. 14.10.2011 | отм. выдв. 14.10.2011 |
|                            | самовыдвижение             | Насекина Евгения Викторовна   | отм. выдв. 14.10.2011 | отм. выдв. 14.10.2011 |
|                            | Единая Россия              | Тушнолобов Геннадий Петрович  | 15 427                | 47,98 %               |
| Недействительные бюллетени | Недействительные бюллетени | Недействительные бюллетени    | 1385                  | —                     |
| Всего голосов              | Всего голосов              | Всего голосов                 | 30 770                | 100 %                 |

Березниковский одномандатный избирательный округ № 14
| Партия                     | Партия                     | Кандидат                   | Голоса | %       |
| -------------------------- | -------------------------- | -------------------------- | ------ | ------- |
|                            | самовыдвижение             | Май Вадим Артурович        | 3845   | 13,53 % |
|                            | Единая Россия              | Папков Игорь Валентинович  | 16 666 | 58,63 % |
|                            | ЛДПР                       | Хавин Олег Васильевич      | 6172   | 21,71 % |
| Недействительные бюллетени | Недействительные бюллетени | Недействительные бюллетени | 1741   | —       |
| Всего голосов              | Всего голосов              | Всего голосов              | 26 683 | 100 %   |

Березниковский одномандатный избирательный округ № 15
| Партия                     | Партия                     | Кандидат                     | Голоса                 | %                      |
| -------------------------- | -------------------------- | ---------------------------- | ---------------------- | ---------------------- |
|                            | КПРФ                       | Борисов Владимир Алексеевич  | 3589                   | 13,14 %                |
|                            | Единая Россия              | Зимин Александр Леонидович   | 3176                   | 11,63 %                |
|                            | ЛДПР                       | Кашин Игорь Леонидович       | 3511                   | 12,86 %                |
|                            | самовыдвижение             | Ковалев Олег Алексеевич      | 15 768                 | 57,74 %                |
|                            | самовыдвижение             | Левитан Сергей Владимирович  | отк. в рег. 28.10.2011 | отк. в рег. 28.10.2011 |
|                            | самовыдвижение             | Марков Алексей Анатольевич   | отк. в рег. 28.10.2011 | отк. в рег. 28.10.2011 |
|                            | самовыдвижение             | Суворов Александр Русланович | отм. выдв. 28.10.2011  | отм. выдв. 28.10.2011  |
| Недействительные бюллетени | Недействительные бюллетени | Недействительные бюллетени   | 1264                   | —                      |
| Всего голосов              | Всего голосов              | Всего голосов                | 26 044                 | 100 %                  |

Губахинский одномандатный избирательный округ № 16
| Партия                     | Партия                     | Кандидат                    | Голоса                 | %                      |
| -------------------------- | -------------------------- | --------------------------- | ---------------------- | ---------------------- |
|                            | Единая Россия              | Даут Владимир Александрович | 23 384                 | 69,43 %                |
|                            | самовыдвижение             | Одинцов Дмитрий Николаевич  | 4459                   | 13,24 %                |
|                            | ЛДПР                       | Сивцев Евгений Викторович   | отк. в рег. 21.10.2011 | отк. в рег. 21.10.2011 |
|                            | КПРФ                       | Цеов Виктор Романович       | 4374                   | 12,99 %                |
| Недействительные бюллетени | Недействительные бюллетени | Недействительные бюллетени  | 1462                   | —                      |
| Всего голосов              | Всего голосов              | Всего голосов               | 32 217                 | 100 %                  |

Чусовской одномандатный избирательный округ № 17
| Партия                     | Партия                     | Кандидат                        | Голоса                | %                     |
| -------------------------- | -------------------------- | ------------------------------- | --------------------- | --------------------- |
|                            | ЛДПР                       | Артемьева Оксана Олеговна       | 7310                  | 18,37 %               |
|                            | самовыдвижение             | Винокуров Алексей Владимирович  | отм. выдв. 27.10.2011 | отм. выдв. 27.10.2011 |
|                            | Единая Россия              | Карпов Анатолий Александрович   | 22 728                | 57,12 %               |
|                            | самовыдвижение             | Пономарева Наталья Вячеславовна | 4942                  | 12,42 %               |
|                            | самовыдвижение             | Французов Сергей Николаевич     | 2511                  | 6,31 %                |
| Недействительные бюллетени | Недействительные бюллетени | Недействительные бюллетени      | 2297                  | —                     |
| Всего голосов              | Всего голосов              | Всего голосов                   | 37 491                | 100 %                 |

Лысьвенский одномандатный избирательный округ № 18
| Партия                     | Партия                     | Кандидат                     | Голоса                 | %                      |
| -------------------------- | -------------------------- | ---------------------------- | ---------------------- | ---------------------- |
|                            | самовыдвижение             | Белышев Иван Викторович      | отк. в рег. 27.10.2011 | отк. в рег. 27.10.2011 |
|                            | Справедливая Россия        | Варданян Андраник Гургенович | 4287                   | 13,25 %                |
|                            | самовыдвижение             | Кобелев Андрей Геннадьевич   | 1083                   | 3,35 %                 |
|                            | самовыдвижение             | Орлов Дмитрий Станиславович  | 17 569                 | 54,29 %                |
|                            | самовыдвижение             | Попов Виталий Павлович       | отк. в рег. 27.10.2011 | отк. в рег. 27.10.2011 |
|                            | ЛДПР                       | Рогожников Игорь Яковлевич   | 1610                   | 4,97 %                 |
|                            | Единая Россия              | Тунев Андрей Васильевич      | 5742                   | 17,74 %                |
|                            | самовыдвижение             | Тупицын Сергей Иванович      | 1316                   | 4,07 %                 |
| Недействительные бюллетени | Недействительные бюллетени | Недействительные бюллетени   | 755                    | —                      |
| Всего голосов              | Всего голосов              | Всего голосов                | 31 607                 | 100 %                  |

Суксунский одномандатный избирательный округ № 19
| Партия                     | Партия                     | Кандидат                         | Голоса | %       |
| -------------------------- | -------------------------- | -------------------------------- | ------ | ------- |
|                            | ЛДПР                       | Горбунов Олег Васильевич         | 4957   | 13,30 % |
|                            | КПРФ                       | Останин Валерий Анатольевич      | 9684   | 25,99 % |
|                            | Единая Россия              | Третьяков Александр Владимирович | 20 251 | 54,34 % |
|                            | самовыдвижение             | Шардаков Максим Алексеевич       | 1074   | 2,88 %  |
| Недействительные бюллетени | Недействительные бюллетени | Недействительные бюллетени       | 1301   | —       |
| Всего голосов              | Всего голосов              | Всего голосов                    | 35 966 | 100 %   |

Чернушинский одномандатный избирательный округ № 20
| Партия                     | Партия                     | Кандидат                       | Голоса                | %                     |
| -------------------------- | -------------------------- | ------------------------------ | --------------------- | --------------------- |
|                            | ЛДПР                       | Бушмакова Юлия Викторовна      | 4638                  | 11,66 %               |
|                            | самовыдвижение             | Власова Татьяна Александровна  | отм. выдв. 21.10.2011 | отм. выдв. 21.10.2011 |
|                            | Единая Россия              | Драницын Александр Анатольевич | 23 685                | 59,55 %               |
|                            | КПРФ                       | Попов Георгий Дмитриевич       | 9805                  | 24,65 %               |
| Недействительные бюллетени | Недействительные бюллетени | Недействительные бюллетени     | 1648                  | —                     |
| Всего голосов              | Всего голосов              | Всего голосов                  | 38 128                | 100 %                 |

Кунгурский одномандатный избирательный округ № 21
| Партия                     | Партия                     | Кандидат                       | Голоса                 | %                      |
| -------------------------- | -------------------------- | ------------------------------ | ---------------------- | ---------------------- |
|                            | Справедливая Россия        | Алистратов Владимир Николаевич | 10 012                 | 24,82 %                |
|                            | самовыдвижение             | Высоцкая Танзиля Мирсаяфовна   | отк. в рег. 24.10.2011 | отк. в рег. 24.10.2011 |
|                            | самовыдвижение             | Высоцкий Александр Павлович    | 7372                   | 18,27 %                |
|                            | ЛДПР                       | Золотарев Алексей Владимирович | 5709                   | 14,15 %                |
|                            | самовыдвижение             | Камаев Валерий Викторович      | 1058                   | 2,62 %                 |
|                            | Единая Россия              | Клепцин Сергей Витальевич      | 14 838                 | 36,78 %                |
| Недействительные бюллетени | Недействительные бюллетени | Недействительные бюллетени     | 1354                   | —                      |
| Всего голосов              | Всего голосов              | Всего голосов                  | 38 989                 | 100 %                  |

Чайковский одномандатный избирательный округ № 22
| Партия                     | Партия                     | Кандидат                       | Голоса | %       |
| -------------------------- | -------------------------- | ------------------------------ | ------ | ------- |
|                            | ЛДПР                       | Кудрин Валерий Леонидович      | 3992   | 12,45 % |
|                            | Справедливая Россия        | Першин Константин Владимирович | 4123   | 12,86 % |
|                            | Единая Россия              | Чичелов Виктор Александрович   | 18 306 | 57,10 % |
|                            | КПРФ                       | Юрков Евгений Федорович        | 4663   | 14,55 % |
| Недействительные бюллетени | Недействительные бюллетени | Недействительные бюллетени     | 973    | —       |
| Всего голосов              | Всего голосов              | Всего голосов                  | 31 084 | 100 %   |

Осинский одномандатный избирательный округ № 23
| Партия                     | Партия                     | Кандидат                        | Голоса                 | %                      |
| -------------------------- | -------------------------- | ------------------------------- | ---------------------- | ---------------------- |
|                            | КПРФ                       | Бегун Виктор Леонидович         | 7521                   | 21,03 %                |
|                            | самовыдвижение             | Митрошин Александр Валентинович | отк. в рег. 28.10.2011 | отк. в рег. 28.10.2011 |
|                            | Единая Россия              | Сухих Валерий Александрович     | 21 688                 | 60,64 %                |
|                            | самовыдвижение             | Чернов Александр Александрович  | 1106                   | 3,09 %                 |
|                            | Справедливая Россия        | Юсуфкулов Дамир Мазитович       | 4310                   | 12,05 %                |
| Недействительные бюллетени | Недействительные бюллетени | Недействительные бюллетени      | 1138                   | —                      |
| Всего голосов              | Всего голосов              | Всего голосов                   | 34 625                 | 100 %                  |

Верещагинский одномандатный избирательный округ № 24
| Партия                     | Партия                     | Кандидат                       | Голоса                | %                     |
| -------------------------- | -------------------------- | ------------------------------ | --------------------- | --------------------- |
|                            | КПРФ                       | Вожаков Алексей Валентинович   | 11 713                | 34,79 %               |
|                            | Единая Россия              | Ёлохов Юрий Георгиевич         | 14 379                | 42,71 %               |
|                            | самовыдвижение             | Исаева Екатерина Александровна | 1276                  | 3,79 %                |
|                            | самовыдвижение             | Казанцев Николай Васильевич    | 2373                  | 7,05 %                |
|                            | самовыдвижение             | Сиренко Александр Викторович   | отм. выдв. 25.10.2011 | отм. выдв. 25.10.2011 |
|                            | ЛДПР                       | Шестакова Елена Николаевна     | 2814                  | 8,36 %                |
| Недействительные бюллетени | Недействительные бюллетени | Недействительные бюллетени     | 1110                  | —                     |
| Всего голосов              | Всего голосов              | Всего голосов                  | 32 555                | 100 %                 |

Очёрский одномандатный избирательный округ № 25
| Партия                     | Партия                     | Кандидат                   | Голоса             | %                  |
| -------------------------- | -------------------------- | -------------------------- | ------------------ | ------------------ |
|                            | самовыдвижение             | Белкин Олег Геннадьевич    | выбытие 29.11.2011 | выбытие 29.11.2011 |
|                            | Единая Россия              | Жданов Олег Михайлович     | 21 439             | 58,48 %            |
|                            | ЛДПР                       | Истомин Антон Иванович     | 6228               | 16,99 %            |
|                            | КПРФ                       | Шихов Роман Александрович  | 6656               | 18,16 %            |
| Недействительные бюллетени | Недействительные бюллетени | Недействительные бюллетени | 2338               | —                  |
| Всего голосов              | Всего голосов              | Всего голосов              | 34 323             | 100 %              |

Добрянский одномандатный избирательный округ № 26
| Партия                     | Партия                     | Кандидат                       | Голоса             | %                  |
| -------------------------- | -------------------------- | ------------------------------ | ------------------ | ------------------ |
|                            | самовыдвижение             | Бажин Иван Владимирович        | 3014               | 8,69 %             |
|                            | КПРФ                       | Варлыга Владимир Васильевич    | 9805               | 28,28 %            |
|                            | Единая Россия              | Плюснин Виктор Борисович       | 15 051             | 43,41 %            |
|                            | ЛДПР                       | Поляков Олег Борисович         | выбытие 02.11.2011 | выбытие 02.11.2011 |
|                            | Справедливая Россия        | Третьяков Алексей Владимирович | 5288               | 15,25 %            |
| Недействительные бюллетени | Недействительные бюллетени | Недействительные бюллетени     | 1511               | —                  |
| Всего голосов              | Всего голосов              | Всего голосов                  | 33 158             | 100 %              |

Кунгурский одномандатный избирательный округ № 27
| Партия                     | Партия                     | Кандидат                        | Голоса | %       |
| -------------------------- | -------------------------- | ------------------------------- | ------ | ------- |
|                            | КПРФ                       | Игнаткина Наталья Владимировна  | 7256   | 20,16 % |
|                            | самовыдвижение             | Коржев Борис Иванович           | 1861   | 5,17 %  |
|                            | Единая Россия              | Скриванов Дмитрий Станиславович | 21 521 | 59,79 % |
|                            | ЛДПР                       | Степанов Илья Анатольевич       | 4071   | 11,31 % |
| Недействительные бюллетени | Недействительные бюллетени | Недействительные бюллетени      | 1283   | —       |
| Всего голосов              | Всего голосов              | Всего голосов                   | 34 709 | 100 %   |

Краснокамский одномандатный избирательный округ № 28
| Партия                     | Партия                     | Кандидат                       | Голоса                 | %                      |
| -------------------------- | -------------------------- | ------------------------------ | ---------------------- | ---------------------- |
|                            | Яблоко                     | Колоколова Ольга Аркадьевна    | 10 927                 | 30,18 %                |
|                            | КПРФ                       | Кузьмицкий Геннадий Эдуардович | 7383                   | 20,39 %                |
|                            | самовыдвижение             | Порошин Дмитрий Иванович       | отк. в рег. 28.10.2011 | отк. в рег. 28.10.2011 |
|                            | Единая Россия              | Разутдинов Равкат Зинурович    | 12 133                 | 33,51 %                |
|                            | ЛДПР                       | Рябов Виктор Николаевич        | 4161                   | 11,49 %                |
| Недействительные бюллетени | Недействительные бюллетени | Недействительные бюллетени     | 1602                   | —                      |
| Всего голосов              | Всего голосов              | Всего голосов                  | 34 604                 | 100 %                  |

Кудымкарский одномандатный избирательный округ № 29
| Партия                     | Партия                     | Кандидат                      | Голоса                 | %                      |
| -------------------------- | -------------------------- | ----------------------------- | ---------------------- | ---------------------- |
|                            | Справедливая Россия        | Аристова Светлана Михайловна  | 3266                   | 13,96 %                |
|                            | самовыдвижение             | Коробов Константин Евгеньевич | отк. в рег. 28.10.2011 | отк. в рег. 28.10.2011 |
|                            | самовыдвижение             | Петров Алексей Алексеевич     | 12 216                 | 52,23 %                |
|                            | ЛДПР                       | Сыстеров Денис Александрович  | 2023                   | 8,65 %                 |
|                            | Единая Россия              | Филиппова Надежда Николаевна  | 4975                   | 21,27 %                |
|                            | самовыдвижение             | Четин Александр Иванович      | отк. в рег. 28.10.2011 | отк. в рег. 28.10.2011 |
| Недействительные бюллетени | Недействительные бюллетени | Недействительные бюллетени    | 911                    | —                      |
| Всего голосов              | Всего голосов              | Всего голосов                 | 22 480                 | 100 %                  |

Кочёвский одномандатный избирательный округ № 30
| Партия                     | Партия                     | Кандидат                       | Голоса                 | %                      |
| -------------------------- | -------------------------- | ------------------------------ | ---------------------- | ---------------------- |
|                            | самовыдвижение             | Герович Елена Васильевна       | отм. выдв. 21.10.2011  | отм. выдв. 21.10.2011  |
|                            | самовыдвижение             | Жильцов Юрий Васильевич        | отк. в рег. 28.10.2011 | отк. в рег. 28.10.2011 |
|                            | Единая Россия              | Зырянова Елена Владимировна    | 2683                   | 12,15 %                |
|                            | самовыдвижение             | Останин Николай Афанасьевич    | выбытие 30.11.2011     | выбытие 30.11.2011     |
|                            | ЛДПР                       | Тараканов Сергей Станиславович | 1216                   | 5,51 %                 |
|                            | самовыдвижение             | Тунев Артем Андреевич          | отк. в рег. 28.10.2011 | отк. в рег. 28.10.2011 |
|                            | самовыдвижение             | Хозяшев Владимир Семенович     | 7954                   | 36,03 %                |
|                            | Справедливая Россия        | Черепанов Станислав Сергеевич  | 5657                   | 25,62 %                |
|                            | самовыдвижение             | Ясырев Иван Валерьевич         | отк. в рег. 28.10.2011 | отк. в рег. 28.10.2011 |
| Недействительные бюллетени | Недействительные бюллетени | Недействительные бюллетени     | 4569                   | —                      |
| Всего голосов              | Всего голосов              | Всего голосов                  | 17 510                 | 100 %                  |

## Результаты
| Место                      | Место                      | Партия                     | по партийным спискам | по партийным спискам | по партийным спискам | по партийным спискам | по одноман- датным округам | всего         | всего   | всего    | всего |
| Место                      | Место                      | Партия                     | Голоса               | %                    | +/- %                | Получено мест        | Получено мест              | Получено мест | %       | +/- %    |       |
| -------------------------- | -------------------------- | -------------------------- | -------------------- | -------------------- | -------------------- | -------------------- | -------------------------- | ------------- | ------- | -------- | ----- |
|                            | 1.                         | Единая Россия              | 385 398              | 37,89 %              | ▼3,33 %              | 14 (▲2)              | 25 (▲5)                    | 39 (▲7)       | 65 %    | ▲11,67 % |       |
|                            | 2.                         | КПРФ                       | 204 879              | 20,14 %              | ▲11,55 %             | 6 (▲3)               | 1 (▲1)                     | 7 (▲4)        | 11,67 % | ▲6,67 %  |       |
|                            | 3.                         | ЛДПР                       | 179 304              | 17,63 %              | ▲3,82 %              | 5 (▬)                | 0 (▬)                      | 5 (▬)         | 8,33 %  | ▬        |       |
|                            | 4.                         | Справедливая Россия        | 154 976              | 15,24 %              | ↗15,24 %             | 5 (↗5)               | 0 (вперв.)                 | 5 (↗5)        | 8,33 %  | ↗8,33 %  |       |
|                            |                            | Самовыдвиженцы             |                      |                      |                      |                      | 4 (▼6)                     | 4 (▼6)        | 6,67 %  | ▼10 %    |       |
|                            |                            |                            |                      |                      |                      |                      |                            |               |         |          |       |
|                            | 5.                         | Яблоко                     | 45 504               | 4,47 %               | ↗4,47 %              | —                    | —                          | 0             | 0 %     | —        |       |
|                            | 6.                         | Правое дело                | 10 673               | 1,05 %               | ↗1,05 %              | —                    | —                          | 0             | 0 %     | —        |       |
|                            | 7.                         | Патриоты России            | 10 466               | 1,03 %               | ↗1,03 %              | —                    | —                          | 0             | 0 %     | —        |       |
| Недействительные бюллетени | Недействительные бюллетени | Недействительные бюллетени | 25 827               | 2,54 %               |                      |                      |                            |               |         |          |       |
| Всего                      | Всего                      | Всего                      | 1 017 027            | 100 %                |                      | 30                   | 30                         | 60            | 100 %   |          |       |